# Danilo Aparecido da Silva
Danilo Aparecido da Silva, cunoscut ca Danilo Silva (n. 24 noiembrie 1986, Campinas, Brazilia) este un fost fotbalist brazilian care a evoluat pe postul de fundaș.